# The Reckoning (film 1908)
The Reckoning è un cortometraggio muto del 1908 diretto da David W. Griffith. Prodotto e distribuito dalla American Mutoscope & Biograph, il film - girato a Hoboken, New Jersey - uscì nelle sale l'11 dicembre 1908.

## Trama
Un operaio, tornato inaspettatamente a casa, sorprende la moglie con l'amante.

## Produzione
Il film fu prodotto dall'American Mutoscope & Biograph. Venne girato a Hoboken, New Jersey.

## Distribuzione
Il copyright del film, richiesto dall'American Mutoscope and Biograph Co., fu registrato il 3 dicembre 1908 con il numero H119108.
Distribuito dall'American Mutoscope & Biograph, il film - un cortometraggio di circa otto minuti - uscì nelle sale cinematografiche USA l'11 dicembre 1908.
Non si conoscono copie ancora esistenti della pellicola che viene considerata presumibilmente perduta.